# مدفع هاوتزر دي-20 عيار 152 ملم
مدفع هاوتزر دي-20 عيار 152 ملم، المعروف أيضًا باسم دي-20 (بالروسية: 152-мм пушка-гаубица Д-20 обр. 1955 г.)‏ (بالإنجليزية: M1955)‏، هي قطعة مدفعية مقطورة يتم تحميلها يدويًا، صُمم وأُنتج في الاتحاد السوفيتي خلال خمسينيات القرن العشرين. رصد لأول مرة من قبل الغرب في عام 1955، حيث أُطلق عليه اسم M1955. يحمل التصنيف GRAU برقم 52-P-546.

## الوصف
يتميز المدفع M1955 بسبطانة يبلغ طولها 26 عيارًا (3.962 متر)، مزودة بكابح فوهة ثنائي الحاجز وآلية مغلاق شبه تلقائية منزلقة رأسيًا، حيث تتحرك كتلة المغلاق للأسفل عند الفتح. يتم تثبيت السبطانة داخل مهد حلقي طويل، مع مرتكزات تقع أمام المؤخرة مباشرة.
يتموضع نظام الارتداد، الذي يتكون من المخزن المؤقت والمعاد، فوق السبطانة على المهد. أما ترس موازنة الضغط، فيقع خلف دعامة السرج، ويمتد عبر السرج المصمم بشكل معقد ليتصل بالحامل أمام المرتكزات. يمكن إعادة ضغط النظام يدويًا باستخدام مضخة تقع أسفل المؤخرة. كما تحتوي المؤخرة على آلية تثبيت للمقذوف، تمنع انزلاق القذيفة عند زوايا الارتفاع العالية قبل دفعها بواسطة المدك اليدوي.

### التاريخ التشغيلي
خلال غزو أوكرانيا عام 2022، استخدم كلا الطرفين هذا المدفع في العمليات القتالية. بدأت القوات الروسية في سحب هذه المدافع من المخازن وإدخالها إلى ساحة المعركة. كما وردت تقارير تفيد بتدمير مدفع روسي واحد على الأقل. بالإضافة إلى ذلك، كان هذا السلاح ضمن ترسانة القوات المسلحة في ما كان يُعرف بجمهورية لوغانسك الشعبية.

## المشغلين الحاليين
- أرمينيا — 34 اعتبارًا من 2016[6]
- أذربيجان — 24 اعتبارًا من 2016[7]
- بلغاريا — 44 اعتبارًا من 2016[8]

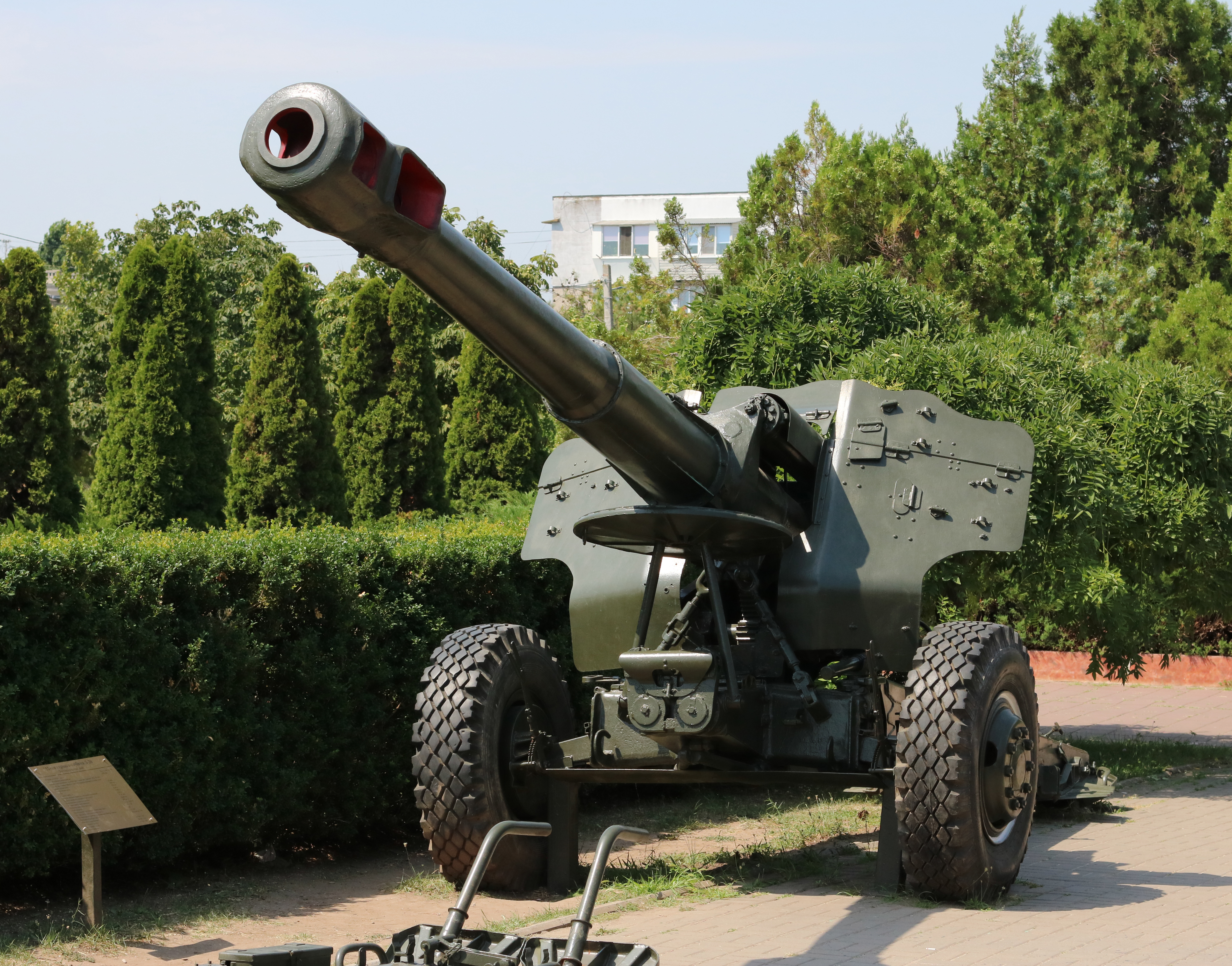
ام1955 كنصب تذكاري في تشورنومورسك ، أوكرانيا

- جمهورية الكونغو الديمقراطية - 6[9]
- إثيوبيا – 20
- جورجيا — 12 received from Bulgaria in 2009[10]
- جمهورية الصين الشعبية — Type 66[11]
- جمهورية الكونغو[12]
- المجر - 18 اعتبارًا من 2016[13]
- إيران — 30 اعتبارًا من 2016[14]
- العراق — All were destroyed in the غزو العراق, new models bought from Bulgaria in 2015.[15]
  -  كردستان العراق[16]
- لاوس — In service as of January 2019.[17]
- مولدوفا — اعتبارًا من 2016[18]
- ميانمار — 35 delivered in 2009 from North Korea.[19]
- نيكاراغوا — 12 in service and 30 in storage اعتبارًا من 2016[20]
- نيجيريا — 4 M81/M85 from Romanian Army stocks.[بحاجة لمصدر]
- روسيا — 1,075 اعتبارًا من 2016[21]
- رومانيا — The Romanian Army has 247 M81 howitzers and 103 M85 gun-howitzers.[22]
- سريلانكا — 46 Type 66 اعتبارًا من 2016[23]
- سوريا[24]
- تركمانستان — 72 اعتبارًا من 2016[25]
- أوكرانيا — 130+ اعتبارًا من 2016[26]
- فيتنام[27]
- اليمن[28]"

### المشغلين السابقين
- بيلاروس[10]
- كوبا — 100, supplied between 1972 and 1974[10]
- ألمانيا الشرقية — 137 supplied in 1974-1975,[10] passed on to Germany after the توحيد ألمانيا.
- مصر — 300 supplied between 1964 and 1970[10]
- فنلندا — 126 bought from ex-DDR in 1991. Phased out in 2017. Known as 152 H 55.[10]
- ألمانيا — Phased out.
- كازاخستان[بحاجة لمصدر]
- كوريا الشمالية — 200 possibly supplied by China in 1972-1975[10]
- الاتحاد السوفيتي — passed on to successor states.
- أوزبكستان[بحاجة لمصدر]
- يوغوسلافيا — 36 supplied in 1971[10]"